# Leonardo González
Leonardo González Arce (San José, 21 november 1980) is een Costa Ricaanse profvoetballer die sinds 2009 onder contract staat bij Seattle Sounders. González is een verdediger die voornamelijk aan de linkerkant speelt. Ook kan hij in het centrum uit de voeten en is hij gespecialiseerd in de mandekking.

## Interlandcarrière
González kwam in totaal 61 keer (één doelpunt) uit voor de nationale ploeg van Costa Rica in de periode 2002–2009. Hij speelde mee in de Gold Cup 2003, de Copa America 2004 en won met Costa Rica de UNCAF Nations Cup in 2005. González speelde één wedstrijd namens zijn vaderland bij het WK 2006 in Duitsland.